# The Poor Man and the Lady
The Poor Man and the Lady was de eerste roman van Thomas Hardy. De roman werd geschreven in 1867 en is nooit gepubliceerd. Nadat minstens vijf uitgevers het manuscript hadden afgewezen, probeerde Hardy niet langer een uitgever voor de controversiële roman te vinden. Enkele van de scènes en thema's gebruikte hij in latere werken, in het bijzonder in het gedicht The Poor Man and the Lady en in de novelle An Indiscretion in the Life of an Heiress (1878). 
Het manuscript bestaat niet meer; Hardy heeft het laatst overgebleven fragment vlak voor zijn dood vernietigd, nadat hij het plan om de rest van de roman uit zijn geheugen te reconstrueren had opgegeven. 